# Орловка (авіабаза)
Орловка або Серишево-4 (рос. Серышево-4) — колишня авіабаза винищувачів в Амурській області Росії, розташована 8 км на північ від селища Вірного, в районі Свободного Амурської області. Поряд було розміщене сховище ядерних боєприпасів «Серишево-4».

## Історія
Аеродром і прилеглі споруди був побудований в кінці 1960-х. Поряд також будувалась ремонтна технічна база 12-го управління ГУ МО для зберігання ядерних боєприпасів.
У 1960-х роках Орловка була аеродромом розгортання та дислокації, потім була модернізована на початку 1970-х років після збільшення військових сил біля китайського кордону після радянсько-китайського розколу.
В Орловці дислокувалися авіаційні підрозділи:
- 404-й авіаційний полк винищувачів, оснащений МіГ-23⁣, а потім Су-27. Він був переведений на аеродром Орловка в 1973 році з аеродрому Кремово і з 1986 оснащувався літаками МіГ-29.[4] Полк був розформований в серпні 2000 році[1]. Літаки та майно 404-го ВАП було передано у 23-й ВАП на аеродромі Дзьомгі.
- 41-й авіаційний полк перехоплювачів з 1987 року оснащений МіГ-29[5]

Авіабаза була закрита у 2001 році й з того часу покинута. Літаки та персонал були переміщені на авіабази Дзьомгі, Центральна Углова та Воздвиженка.